# Akies ežeras ir jo apyežerės
Akies ežeras ir jo apyežerės este o arie protejată (arie specială de conservare — SAC, sit de importanță comunitară — SCI) din Lituania întinsă pe o suprafață de 18,33 ha, integral pe uscat.

## Localizare
Centrul sitului Akies ežeras ir jo apyežerės este situat la coordonatele 54°38′50″N 24°57′00″E / 54.6473°N 24.9501°E.

## Înființare
Situl Akies ežeras ir jo apyežerės a fost declarat sit de importanță comunitară în mai 2005 pentru a proteja 1 specie de plante și 4 specii de animale. Situl a fost protejat și ca arie specială de conservare în octombrie 2020.

## Biodiversitate
Situată în ecoregiunea boreală, aria protejată conține 3 habitate naturale: Lacuri eutrofice naturale cu vegetație de tip Magnopotamion sau Hydrocharition, Mlaștini turboase de tranziție și turbării mișcătoare, Păduri caducifoliate de mlaștină fino-scandinave.
La baza desemnării sitului se află mai multe specii protejate:
- plante (1): o specie rară de mușchi (Drepanocladus vernicosus)
- nevertebrate (4): Dytiscus latissimus, Graphoderus bilineatus, libelule (Leucorrhinia pectoralis), fluturele purpuriu (Lycaena dispar)

Pe lângă speciile protejate, pe teritoriul sitului au mai fost identificate 3 specii de plante, 3 specii de nevertebrate.